# Runenplatte von Veda

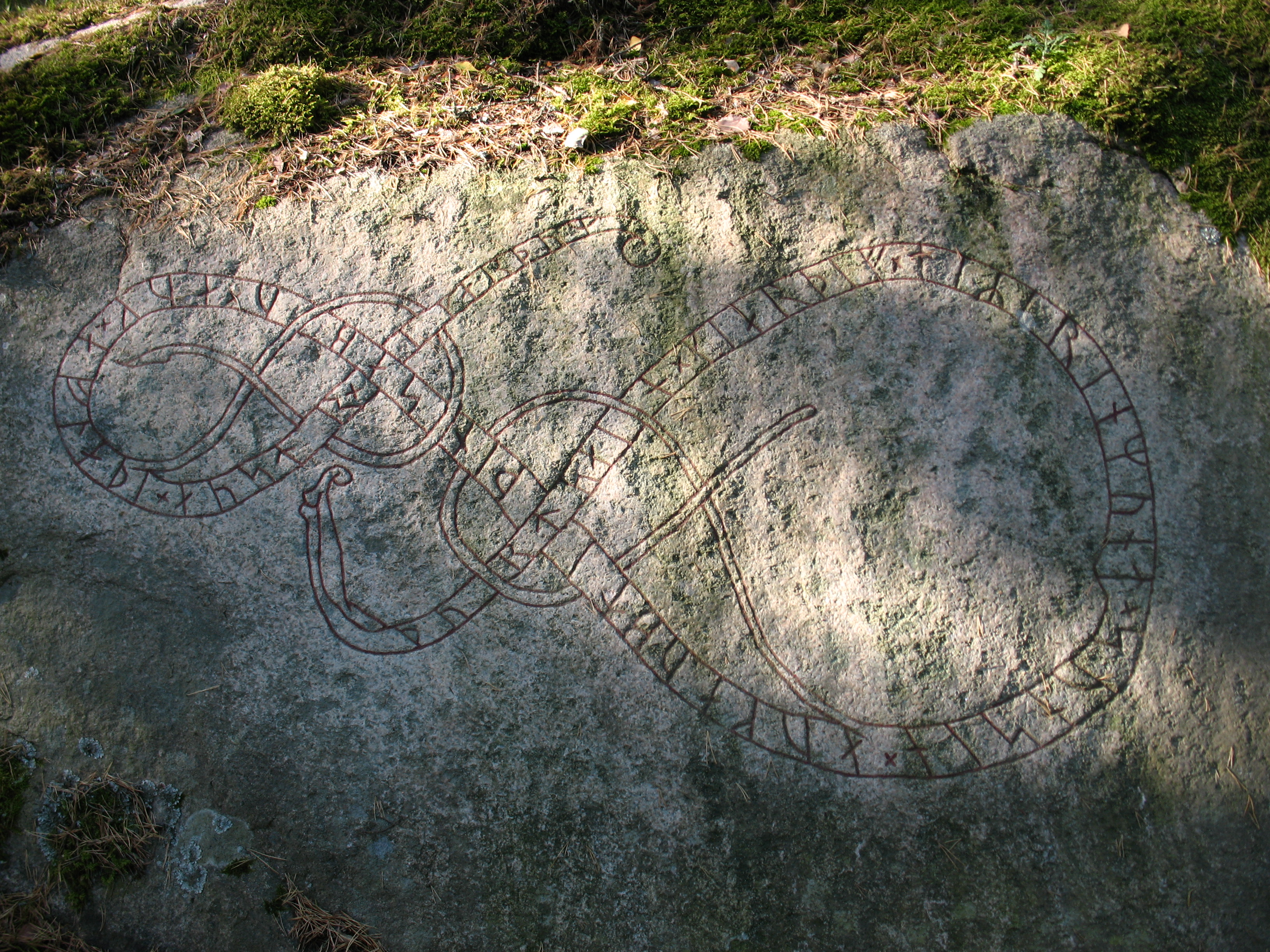
Runenplatte von Veda gård

Die Runenplatte von Veda (auch Runenplatte von Veda gård) genannte Ritzung (schwedisch Vedahällen; Nr. U 209) liegt auf einem Aufschluss 125 m vom namengebenden Hof im Wald bei Angarn in Uppland in Schweden und wurde vom Runenritzer (schwed. runristare) Torsten – der auch U 360 schuf – signiert.
Die Runen befinden sich in einer 1,8 × 0,9 m großen Fläche, auf einer nach Süden abfallenden Granitplatte. Die Runenhöhe beträgt 5 bis 9 cm. Die Schauseite zeigt ein weiches, wellenförmiges Schlangenornament im Urnesstil mit Doppelschlaufen und schmalen Ablegern von sich kreuzenden Motiven. Ein christliches Kreuz und ein Irisches Koppel fehlen.
Die Inschrift lautet: Thorsteinn machte (den Stein) in Erinnerung an Erinmundr, seinen Sohn, und kaufte diesen Hof und gelangte (zu Reichtum) im Osten in Garðar (Russland). Es ist das Dokument eines Wikingers, der nach Osten reiste, wo er in Gardarike zu Reichtum kam. Die Platte zählt nicht zu den Ostsee-Runensteinen, da der Ort des Todes von Erinmundr nicht genannt wird.
In der Nähe liegt die Runenritzung U 210, geritzt von Öpir.